# Санта Марија Нуова (Римини)
Санта Марија Нуова је насеље у Италији у округу Римини, региону Емилија-Ромања.
Према процени из 2011. у насељу је живело 18 становника. Насеље се налази на надморској висини од 102 м.